# Apeiba glabra

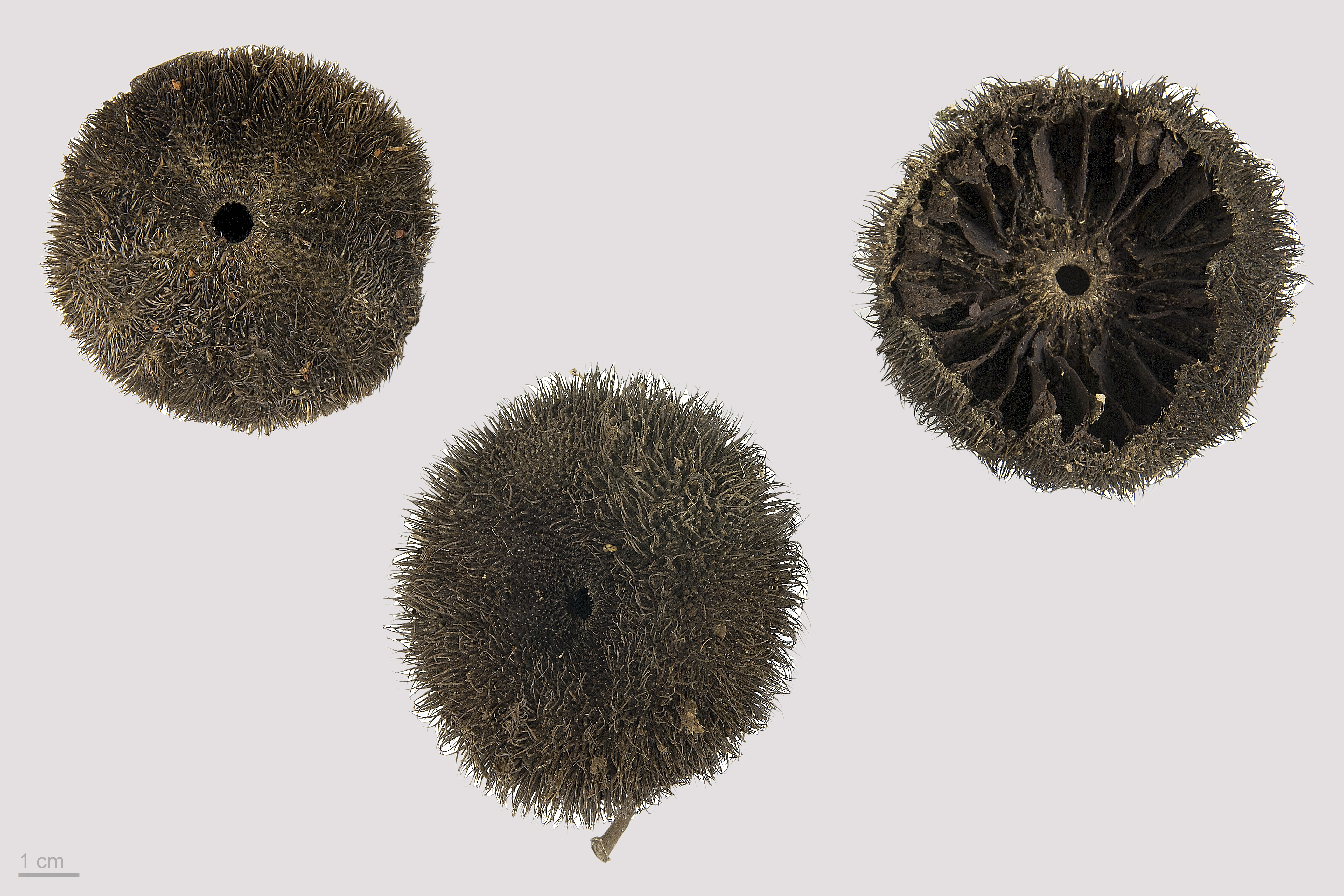
Apeiba glabra

Apeiba glabra là một loài thực vật có hoa trong họ Cẩm quỳ. Loài này được Aubl. mô tả khoa học đầu tiên năm 1775.